# Кароліна Костнер
Каролі́на Ко́стнер (італ. Carolina Kostner; нар. 8 лютого 1987, Больцано, Італія) — італійська фігуристка, що виступала у жіночому одиночному фігурному катанні.  Бронзова призерка Олімпійських ігор 2014. Чемпіонка світу (2012). П'ятиразова чемпіонка Європи (2007, 2008, 2010, 2012, 2013), чемпіонка Фіналу Гран-Прі (2011). Призерка Чемпіонатів світу (2005, 2008, 2011, 2013, 2014), Чемпіонатів Європи (2006, 2009, 2011, 2014, 2017, 2018) і Фіналів Гран-прі (2007, 2008, 2010). Бронзова призерка Чемпіонату світу серед юніорів (2003). Дев'ятиразова чемпіонка Італії. 
Костнер завоювала 11 медалей на Чемпіонатах Європи, і є найбільш титулованою фігуристкою-одиночницею в історії змагань. Перша італійка, що виграла Чемпіонат світу серед юніорів, Чемпіонат Європи, Чемпіонат світу серед дорослих та Фінал Гран-прі. Відрізняється високим темпом катання, амплітудними і складними стрибками, в тому числі її «візитівкою» є виконання одного з найважчих у жіночому катанні каскаду потрійний фліп — потрійний тулуп — подвійний рітбергер, водночас спортсменка завжди лишається витонченою і жіночною.

## Біографія
Народилася 8 лютого 1987 року в Больцано, Італія. Одна з трьох дітей Патріції, фігуристки національного рейтингу в 1970-х роках, а пізніше вчительки геометричних мистецтв, та Ервіна, який грав в хокей за збірну Італії на Чемпіонаті світу та Олімпійських іграх, перш ніж став тренером з хокею. Один із її дідів був директором Академії мистецтв у її рідному місті. У Кароліни є два брати, на рік старший Мартін і на три роки молодший Саймон, який також грає в хокей. Костнер є двоюрідною сестрою та хрещеною дочкою Ізольди Костнер, срібної призерки з гірськолижного спорту на Зимових Олімпійських іграх 2002 року.
Рідною мовою Костнер є ладинська, вона також вільно володіє німецькою, італійською, англійською та французькою мовами. Восени 2007 року вона вступила до Туринського університету. Вивчала мистецтвознавство переважно заочно. Під час відсторонення від змагань вона відвідувала школу класичного балету.

## Спортивна кар'єра

### Початок
Костнер почала кататися у віці чотирьох років. Коли у 2001 році зсув ґрунту зруйнував її домашню ковзанку, вона вирішила працювати з Міхаелем Гутом в Оберстдорфі, Німеччина, приблизно в чотирьох годинах їзди від її дому в Больцано.

#### Сезон 2002—2003
Дебютувавши у середній міжнародній команді, Костнер виграла золото на двох вересневих змаганнях: Nebelhorn Trophy 2002 та Меморіал Ондрея Непели 2002. У січні вона посіла четверте місце на Чемпіонаті Європи 2003 в Мальме, Швеція. У березні вона стала першою італійською фігуристкою, яка виграла медаль на юніорському Чемпіонаті світу. Посівши перше місце у своїй кваліфікаційній групі, перше місце у короткій програмі та п'яте місце у довільній, вона завоювала бронзу на Чемпіонаті світу серед юніорів 2003 року в Остраві, Чехія.

#### Сезон 2003—2004
Посіла п'яте місце на Чемпіонаті Європи 2004 та на Чемпіонаті світу 2004.

#### Сезон 2004—2005
Костнер посіла сьоме місце на Чемпіонаті Європи 2005 та виграла бронзову медаль на Чемпіонаті світу 2005 в Москві.

#### Сезон 2005—2006
Фігуристка виграла свою першу європейську медаль у 2006 році та була обрана прапороносцем італійської збірної під час церемонії відкриття Зимових Олімпійських ігор 2006 року. На Олімпіаді вона посіла 9 місце. Наступного місяця на Чемпіонаті світу 2006 фігуристка посіла 12 місце.

#### Сезон 2006—2007
Костнер пропустила сезон Гран-прі 2006–2007 через травму. Вона виграла національний титул Італії та свій перший титул чемпіонки Європи на Чемпіонаті Європи 2007. Вона встановила новий особистий рекорд, фінішувавши третьою в короткій програмі на Чемпіонаті світу 2007, але в загальному заліку фінішувала шостою.

#### Сезон 2007—2008
Костнер виграла медаль на обох етапах Гран-прі та вперше потрапила до Фіналу Гран-прі. На цьому змаганні вона здобула бронзову медаль. Вона виграла свій другий титул чемпіонки Європи 2008 після перемоги в короткій програмі та другого місця у довільній. На Чемпіонаті світу 2008 Кароліна виграла коротку програму та посіла третє місце у довільній, вигравши срібну медаль у загальному заліку.

#### Сезон 2008—2009
На етапі Гран-прі Skate Canada посіла четверте місце. На Чемпіонаті Європі стала другою, поступившись Лаурі Лепісто. Фінішувала 12-ю на Чемпіонаті світу 2009, у результаті Італія кваліфікувалася лише на одне жіноче місце на Олімпіаді 2010 року. Після восьми років навчання з тренером Міхаелем Гутом, Костнер змінила тренера влітку 2009 року, переїхавши до Ель-Сегундо, штат Каліфорнія, США, щоб працювати з Френком Керроллом і Крістою Фассі, вдовою покійного Карло Фассі.

#### Сезон 2009—2010
|                                    |  |
| Костнер на Олімпійських іграх 2010 |  |

Костнер посіла шосте місце в обох етапах Гран-прі (Trophée Eric Bompard 2009 і Cup of China 2009). У середині сезону вона залишила Френка Керролла, але продовжила тренуватися з Крістою Фассі та Едоардо де Бернардісом. У грудні 2009 року Костнер виграла срібно на Чемпіонаті Італії, що поставило під загрозу її місце в італійській збірній на Олімпійських іграх у Ванкувері, але наступного місяця вона виграла золото на Чемпіонаті Європи 2010, який проходив у Таллінні, Естонія. На Зимових Олімпійських іграх 2010 вона посіла 16-е місце в загальному заліку після катастрофічного 19-го місця у довільній програмі. Вона змогла завершити сезон, посівши 6 місце на Чемпіонаті світу 2010, який проходив у Турині, неподалік від її рідного міста. У 2011 році Костнер сказала, що її поганий досвід на Олімпіаді змусив її задуматися, чи варто їй продовжувати спортивну кар'єру, але вона зрозуміла, що любить кататися.

#### Сезон 2010—2011
У липні 2010 року Кароліна повернулася до Оберстдорфа та знову почала тренуватися з Міхаелем Гутом.
Під час сезону у неї була травма лівого коліна. У результаті вона не практикувала фліп і лутц до кінця 2010 року. Тим не менш, вона стала бронзовою призеркою Skate America і вдруге в кар'єрі виграла NHK Trophy. У Фіналі Гран-прі Костнер посіла друге місце в короткій програмі та четверте в довільній, вигравши срібну медаль в загальному заліку. Вона також виграла срібну медаль на Чемпіонаті Європи 2011. Між Чемпіонатом Європи та Чемпіонатом світу вона взяла участь у Gardena Spring Trophy, де виграла. На Чемпіонаті світу 2011 в Москві Костнер була шостою в короткій програмі, але виграла бронзову медаль після особистого рекорду в довільній. Після виграшу медалей на всіх змаганнях у сезоні Костнер фінішувала на першому місці в рейтингу Міжнародного союзу ковзанярів (ІСУ). Вона пройшла фізіотерапію та зробила перерву на два з половиною місяці в катанні, повернувшись до тренувань у середині липня.

#### Сезон 2011—2012
У 2011 році Костнер була призначена на три етапи Гран-прі: Skate America, Cup of China і Trophée Eric Bompard. Вона була срібною призеркою Skate America, переможницею Cup of China та срібною призеркою Trophée Eric Bompard. У результаті вона відібралася до Фіналу Гран-прі, де виграла золоту медаль. Костнер опублікувала найкращі результати сезону в короткій програмі (66,43 балів) і довільній програмі (121,05 бала). Її загальний результат, 187,48 бала, став новим особистим рекордом. Вона є першою італійською фігуристкою-одиночницею, яка стала переможницею Фіналу Гран-прі.
Костнер виграла Чемпіонат Європи 2012. Її наступним змаганням став International Challenge Cup, який вона також виграла.
На Чемпіонаті світу 2012 в Ніцці, Франція, фігуристка фінішувала третьою в короткій програмі і першою в довільній, і в результаті виграла золото. Вона стала першою італійкою, яка виграла Чемпіонат світу. Останнім змаганням Кароліни у сезоні став Командний Чемпіонат світу 2012, де вона виступала у складі італійської команди. Фігуристка встановила новий особистий рекорд у короткій програмі та посіла третє місце у довільній, ставши другою в загальному заліку.

#### Сезон 2012—2013
Костнер була призначена на Cup of China і Trophée Eric Bompard. У липні 2012 року вона заявила, що розглядає можливість відмовитися від змагань, але 12 липня 2012 року вона заявила, що вирішила продовжувати змагатися до Зимових Олімпійських ігор 2014 року в Сочі. 2 серпня 2012 року її ім'я було вилучено зі списків учасників обох її етапів Гран-прі через недостатній час для досягнення конкурентної форми. 1 грудня 2012 року Костнер оголосила на своєму веб-сайті, що братиме участь у Golden Spin of Zagreb 2012. На Чемпіонаті Європи 2013 в Загребі, Хорватія, Костнер фінішувала другою в короткій програмі та другою у довільній програмі з новим особистим рекордом і в результаті виграла золото, свій п'ятий титул і восьму поспіль медаль на Чемпіонаті Європи. Також вона виграла свою п'яту медаль на Чемпіонаті світу (срібну медаль на Чемпіонаті світу 2013).

#### Сезон 2013—2014

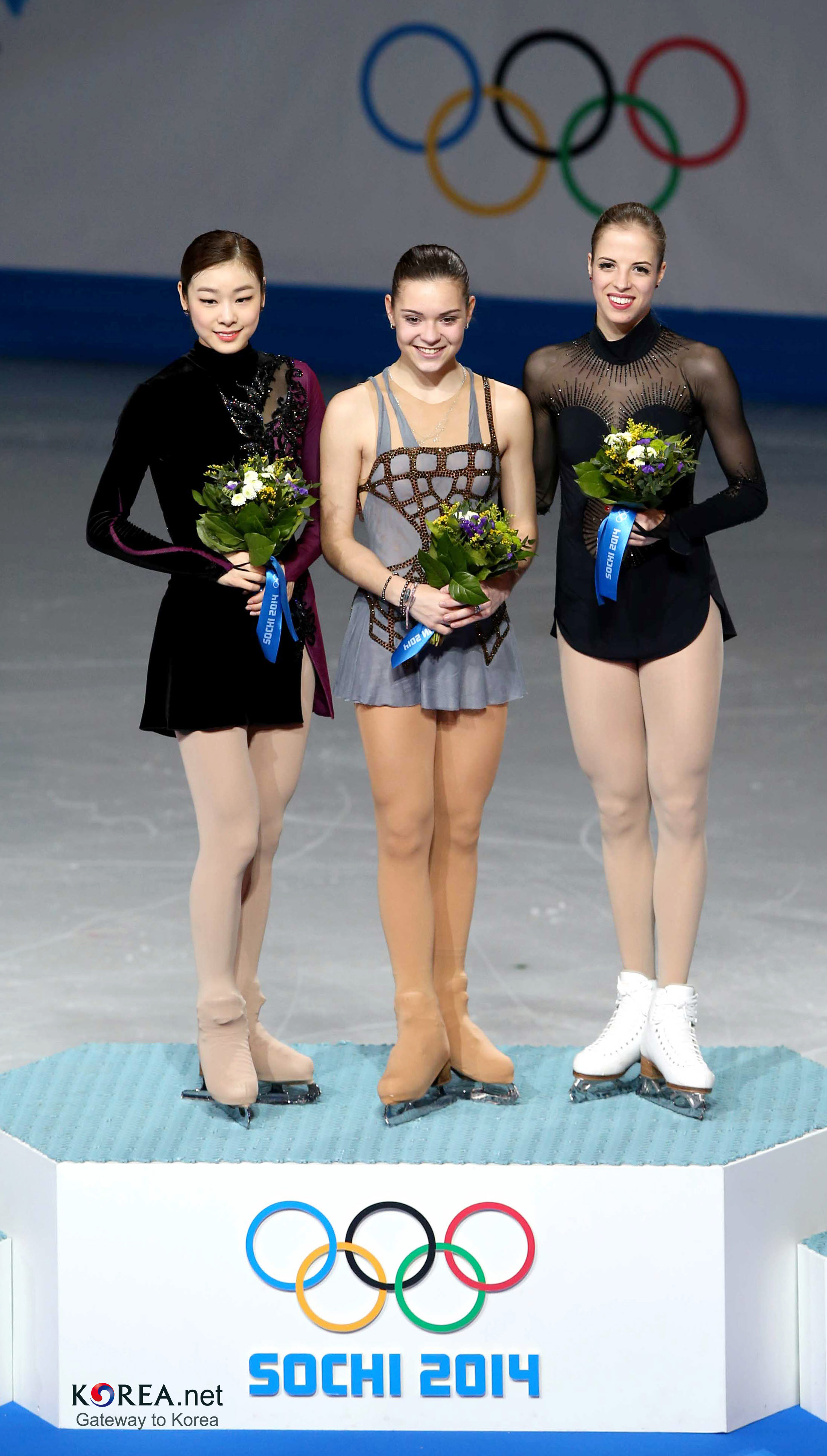
Подіум на Олімпійських іграх 2014 (зліва направо): Йон А Кім (срібло), Аделіна Сотникова (золото), Кароліна Костнер (бронза)

У червні 2013 року Костнер почала підготовку до нового змагального сезону в Оберстдорфі. Вона розпочала сезон, змагаючись на Cup of China 2013, де виграла бронзову медаль, а потім виграла срібну медаль на Cup of Russia 2013. У січні 2014 року Костнер оголосила, що змінила свої змагальні програми. На Чемпіонаті Європи 2014 в Будапешті, Угорщина, Костнер виграла бронзову медаль, що стало її дев'ятим подіумом поспіль на континентальних змаганнях.
На Зимових Олімпійських іграх 2014 в Сочі, Росія, Костнер посіла третє місце після короткої програми з результатом 74,12 бала, лише на 0,8 бала відстаючи від південнокорейської фігуристки та Олімпійської чемпіонки 2010 Йон А Кім. У підсумку Кароліна виграла бронзову медаль після довільної програми із загальною оцінкою 216,73 балів.
За місяць, на Чемпіонаті світу 2014 в Сайтамі, Японія, Костнер посіла друге місце в короткій програмі з результатом 77,24 балів, що стало її особистим рекордом. Вона припустилася кількох помилок у своїй довільній програмі, де посіла шосте місце та фінішувала на третьою в загальному заліку.

#### З 2014 по 2016: перерва та дискваліфікація
Улітку 2014 року Костнер оголосила через соціальні мережі, що пропустить сезон 2014—2015.
У січні 2015 року Костнер була відсторонена від змагань на 16 місяців (1 рік 4 місяці) за допомогу своєму колишньому хлопцю Алексу Швацеру у прийнятті допінгу. 5 жовтня 2015 року Спортивний арбітражний суд (CAS) оголосив, що Костнер погодилася на вимогу італійських допінгових чиновників збільшити термін дискваліфікації до 21 місяця, але перенести початок дискваліфікації до 1 квітня 2014 року. Таким чином, Костнер мала право брати участь у змаганнях з 1 січня 2016 року. У січні 2016 року вона взяла участь у Medal Winners Open.

#### Сезон 2016—2017
У листопаді 2016 року Кароліна Костнер оголосила про намір повернутися до змагань під керівництвом російського тренера Олексія Мішина.
Вона дебютувала в новому сезоні на CS Golden Spin of Zagreb 2016, вигравши золоту медаль. Костнер була нагороджена бронзовою медаллю на Чемпіонаті Європи 2017 в Остраві, Чехія. На Чемпіонаті світу 2017 в Гельсінкі, Фінляндія, Костнер посіла восьме місце в короткій програмі, п'яте місце у довільній та шосте місце в загальному заліку.

#### Сезон 2017—2018
Костнер була призначена на NHK Trophy і Rostelecom Cup. Вона посіла друге місце в обох змаганнях, що дало їй право на участь у Фіналі Гран-прі, де вона стала четвертою. У січні 2018 року фігуристка виграла свою одинадцяту медаль на Чемпіонаті Європи (бронзу), що є рекордом для фігуристок-одиночниць.
На Олімпійських іграх 2018 Костнер брала участь у командних змаганнях. Посівши друге місце в короткій програмі та четверте в довільній, італійська збірна посіла четверте місце в загальному заліку. В особистих змаганнях Кароліна посіла шосте місце в короткій програмі та п'яте в довільній, фінішувавши п'ятою у загальному заліку. Після змагань її обрали прапороносцем на церемонії закриття Олімпіади. В інтерв'ю вона оголосила про свій намір виступити на Чемпіонаті світу, який проходив у Мілані, і заявила, що поки не вирішила, коли завершить спортивну кар'єру.
Костнер встановила новий особистий рекорд у 80,27 балів у короткій програмі на Чемпіонаті світу 2018, посівши перше місце. Однак у довільній програмі вона припустилася кількох помилок та посіла п'яте місце. У загальному заліку стала четвертою.

#### Сезон 2018—2019
У вересні Костнер знялася з Japan Open. У жовтні знялася з обох етапів Гран-прі — Grand Prix of Helsinki та Internationaux de France через травму. Після одужання готувалася до Чемпіонату Європи, однак у грудні 2018 року повідомила, що впала зі сходів і травмувала ногу, через що пропустить ЧЄ-2019, однак має намір виступити на Чемпіонаті світу у березні. Пізніше вона оголосила, що не братиме участь у Чемпіонаті світу 2019.
30 грудня 2019 року повідомила, що перенесе операцію на стегні. У листопаді 2020 року сказала, що процес відновлення виявився доволі важким, і невідомо, чи зможе фігуристка повернутися на лід. Частково це було пов'язано з серйозною епідеміологічною ситуацією в Італії, через що Кароліна не могла ходити на реабілітацію та на ковзанку.

## Після спорту

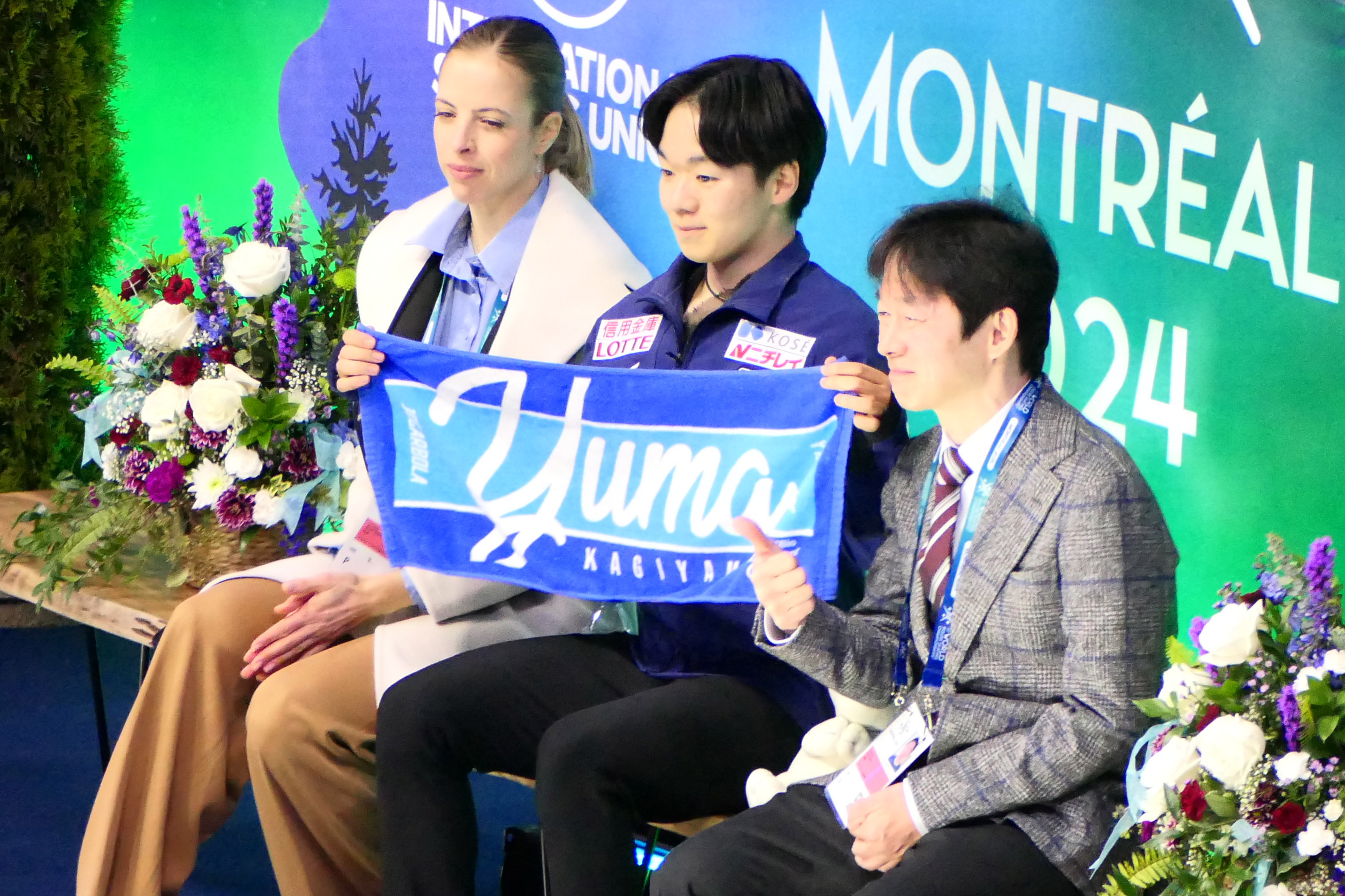
Кароліна Костнер у якості постановниці разом із Юмою Кагіямою після його короткої програми на Чемпіонаті світу 2024 року

Після спортивної кар'єри Кароліна Костнер почала займатися постановками програм для фігурного катання. Вона працювала з Ніколь Шотт, Хе Ін Лі, Юмою Кагіямою.

## Техніка катання
Кароліна Костнер виконує обертання та стрибки за годинниковою стрілкою, що є рідкістю для фігурного катання. Вона відома своїми витонченими обертаннями, високими стрибками, у тому числі складними каскадами, високими компонентами, артистизмом та ковзанням.

## Особисте життя
Протягом кількох років бойфрендом Кароліни Костнер був італійський спортсмен, Олімпійський чемпіон 2008 року у спортивній ходьбі на 50 км Алекс Швацер. Італійська преса, особливо газети рідного регіону Кароліни — Південного Тіролю, регулярно публікували фотографії пари. Про свої стосунки зі Швацером у вересні 2011 року Костнер розповіла в інтерв'ю журналу «International Figure Skating». Кароліна їздила разом з ним на його літні чемпіонати, а Швацер зазвичай супроводжував Костнер на її зимових турнірах. У 2014 році пара розійшлася.

## Програми
| Сезон     | Коротка програма | Довільна програма | Показові номери |
| --------- | --- | --- | --- |
| 2018—2019 | - «Ne me quitte pas» Селін Діон. Хореографиня-постановниця Лорі Ніколь | - «The Storm» Balázs Havasi. Хореографиня-постановниця Лорі Ніколь | |
| 2017—2018 | - «Ne me quitte pas» Селін Діон. Хореографиня-постановниця Лорі Ніколь | - «Prélude à l'après-midi d'un faune» Клод Дебюссі. Хореографиня-постановниця Лорі Ніколь | - «Volevo scriverti da tanto» Міна - «Clair de lune» Клод Дебюссі. Хореограф-постановник Стефан Ламб'єль |
| 2016—2017 | - «God of Thunder» Кітаро - «Bonzo's Montreux» Джон Бонем (Led Zeppelin). Хореографиня-постановниця Лорі Ніколь | - «Nisi Dominus (Cum Dederit)» Антоніо Вівальді. Хореографиня-постановниця Лорі Ніколь | - «Clair de lune» Клод Дебюссі. Хореограф-постановник Стефан Ламб'єль |

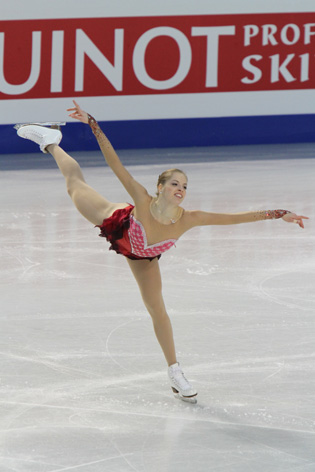
Костнер виступає з короткою програмою на Чемпіонаті Європи 2010

| 2015—2016 | | - «Méditation (Thaïs)» Жуль Массне. Хореографиня-постановниця Лорі Ніколь | - «Summertime» з опери «Поргі і Бесс». Хореографиня-постановниця Лорі Ніколь - «Una furtiva lagrima» з опери «Любовний напій» Гаетано Доніцетті - «Adagio in G minor» Томазо Альбіноні. Хореограф-постановник Стефан Ламб'єль   |
| 2014—2015 | Не брала участі у змаганнях. | Не брала участі у змаганнях. | - «Bonzo's Montreux» Led Zeppelin. Хореографиня-постановниця Лорі Ніколь - «Waltz in C-sharp minor», Op. 64, No. 2 Фредерик Шопен. Хореограф-постановник Саломе Бруннер - «Nei» Ganes. Хореографиня-постановниця К'яра Танесіні |
| 2013—2014 | - «Аве Марія» Франц Шуберт. Хореографиня-постановниця Лорі Ніколь - «Humoresque» Антонін Дворжак. Хореографиня-постановниця Лорі Ніколь | - «Болеро» Моріс Жозеф Равель (у виконанні Андре Превін та Лондонського Симфонічного Оркестру). Хореографиня-постановниця Лорі Ніколь - «Шехеразада» Микола Римський-Корсаков. Хореографиня-постановниця Лорі Ніколь | - «Шехеразада» Микола Римський-Корсаков. Хореографиня-постановниця Лорі Ніколь - «Imagine» Єва Кессіді. Хореографиня-постановниця Лорі Ніколь                                                                                   |
| 2012—2013 | - «Трансильванська колискова» (з фільму «Молодий Франкенштейн») Джон Морріс (у виконанні Джила Шахама, Джонатана Фельдмана) - «Диявольска трель» Джузеппе Тартіні (у виконанні Анжель Дюбо & La Pietà). Хореографиня-постановниця Лорі Ніколь | - «Болеро» Моріс Жозеф Равель (у виконанні Андре Превіна та Лондонського Симфонічного Оркестру). Хореографиня-постановниця Лорі Ніколь                                                                               | - «It's Oh So Quiet» (у виконанні Бйорк) |
| 2011—2012 | - «Allegretto» Дмитро Шостакович. Хореографиня-постановниця Лорі Ніколь | - Концерт для фортепіано з оркестром № 23 Вольфганг Амадей Моцарт. Хореографиня-постановниця Лорі Ніколь | - «Hallelujah» Джеф Баклі - «Кармен» Жорж Бізе. Хореограф-постановник Стефан Ламб'єль |
| 2010—2011 | - «Galicia Flamenco» Джино Даврі. Хореографиня-постановниця Лорі Ніколь | - «Prélude à l’Après-Midi d’un Faune» Клод Дебюссі. Хореографиня-постановниця Лорі Ніколь | - «Mein Herr» Лайза Міннеллі - Heavy Cross Gossip |
| 2009—2010 | - «Ноктюрн в До-діез мінор», № 20 Фредерик Шопен - «Концерт для скрипки» Петро Чайковський. Хореографиня-постановниця Лорі Ніколь | - «Air on the G String» Йоганн Себастьян Бах - «Концерт для віолончелі з оркестром» Антоніо Вівальді. Хореографиня-постановниця Лорі Ніколь                                                                          | - «Ain't No Sunshine» Білл Візерс (у виконанні Керол Дубок) |
| 2008—2009 | - «Mujer Sola» - «Canaro en Paris» Tango Lorca. Хореографиня-постановниця Лорі Ніколь | - «Dumky Trio» Антонін Дворжак. Хореографиня-постановниця Лорі Ніколь - «Па-де-де Чорного Либідя» з балету «Лебедине озеро» Петро Чайковський. Хореографиня-постановниця Лорі Ніколь                                 | - «A Te» Джованотті - «Come Sei Veramente» - «Angelo Ribelle» Джованні Аллеві |
| 2007—2008 | - «Riders on the Storm» The Doors. Хореографиня-постановниця Лорі Ніколь | - «Dumky Trio» Антонін Дворжак. Хореографиня-постановниця Лорі Ніколь | - «Panic» Джованні Аллеві - «You Are A Woman» Бонні Тайлер |
| 2006—2007 | - «Variations on the Canon in D» Джордж Вінстон. Хореографиня-постановниця Лорі Ніколь | - «Мемуари гейші» Джордж Вінстон. Хореографиня-постановниця Лорі Ніколь | - «Solamente per Carolina» Роберт Вернер |
| 2005—2006 | - «Gabriel’s Oboe» з фільму «Місія» Енніо Морріконе. Хореограф-постановник Курт Браунінг | - Зима з «Чотири пори року» Антоніо Вівальді. Хореограф-постановник Курт Браунінг | - «Ave Maria» Шарль Гуно і Філіппа Джордано |
| 2004—2005 | - «Село» саундтрек Джордж Вінстон. Хореограф-постановник Курт Браунінг | - «Концерти для фортепіано» № 1 та № 3 Сергій Прокоф'єв. Хореограф-постановник Курт Браунінг | - «Fly» Селін Діон |
| 2003—2004 | «Song from a Secret Garden» Рольф Ловланд | - «A Poet’s Quest for a Distant Paradise» - «Night Flight» - «Reflection» - «Violin Fantasy on Puccini’s Turandot» Ванесса Мей                                                                                       | - «Je t’aime encore» Селін Діон |
| 2002—2003 | - «Variations on the Canon in D» Джордж Вінстон, аранжування Джордж Вінстон | - «Papa, Can You Hear Me?» - «Far and Away» з фільму «Список Шиндлера» Іцхак Перлман | - «But I Do Love You The Right Kind of Wrong» Ліенн Раймс |
| 2000—2001 | - «American Beauty» Томас Ньюман - «True Romance» Ганс Ціммер | - «Azul» Джессі Кук - «Cansion Triste» Джессі Кук - «Gypsy Music» | |

## Спортивні досягнення

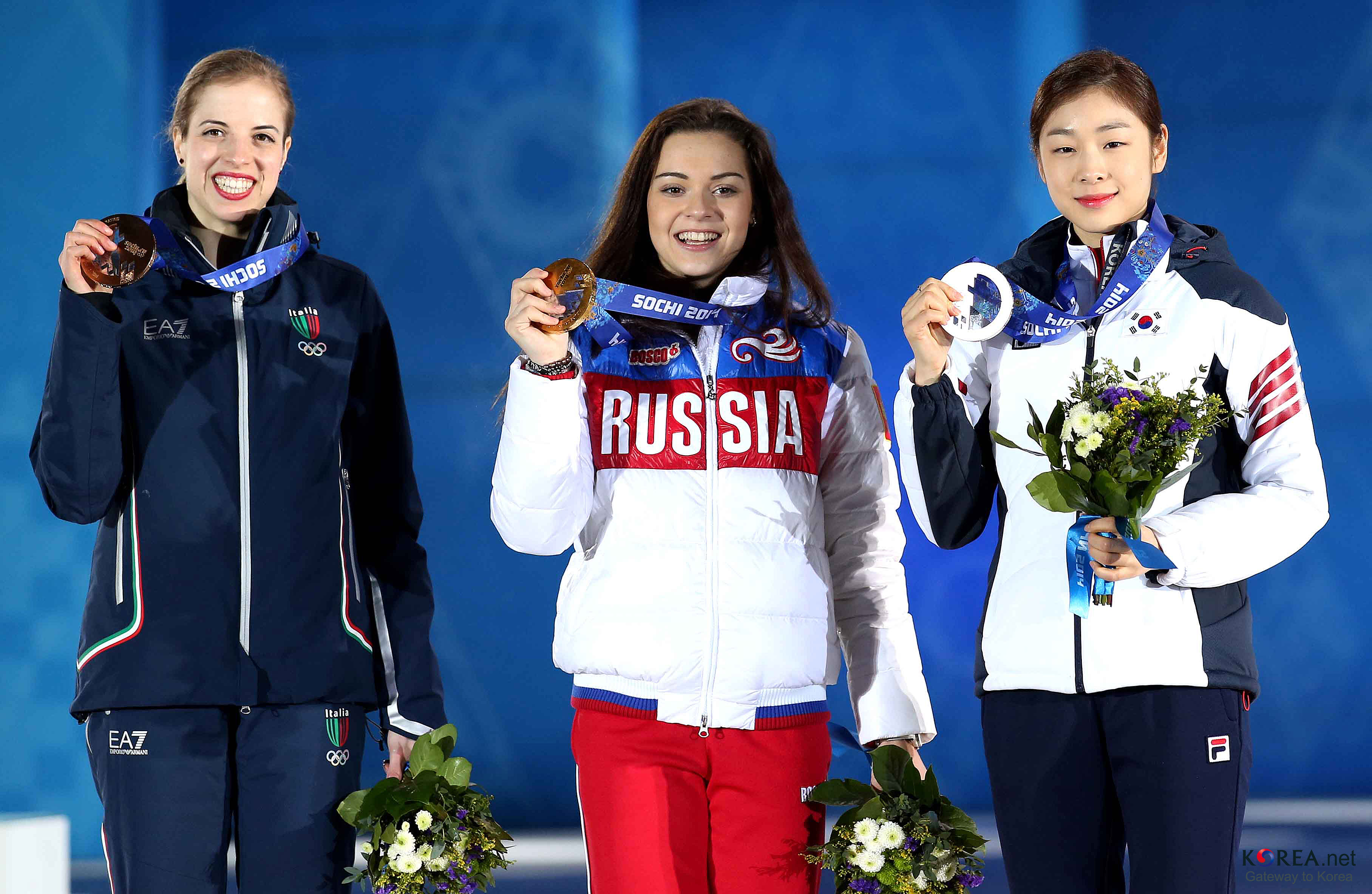
Призерки Олімпійських ігор 2014 (зліва направо): Кароліна Костнер (бронза), Аделіна Сотникова (золото), Йон А Кім (срібло)

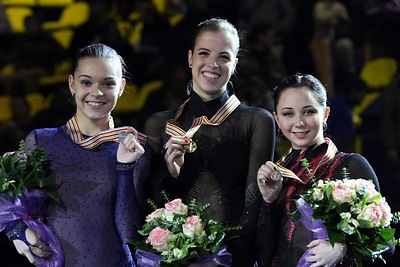
Призерки Чемпіонату Європи 2013 (зліва направо): Аделіна Сотникова (срібло), Кароліна Костнер (золото), Єлизавета Туктамишева (бронза)

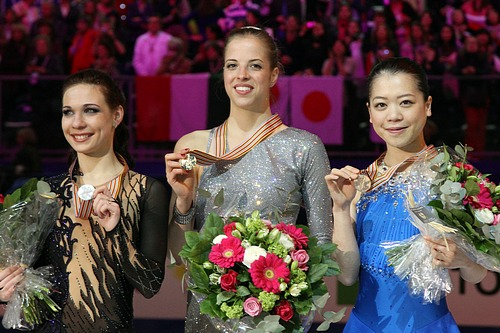
Призерки Чемпіонату світу 2012 (зліва направо): Альона Леонова (срібло), Кароліна Костнер (золото), Акіко Судзукі (бронза)

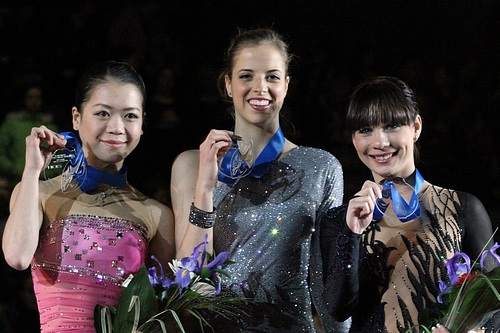
Призерки Фіналу Гран-прі 2011 (зліва направо): Акіко Судзукі (срібло), Кароліна Костнер (золото), Альона Леонова (бронза)

| Міжнародні серед дорослих                                                       | Міжнародні серед дорослих | Міжнародні серед дорослих | Міжнародні серед дорослих | Міжнародні серед дорослих | Міжнародні серед дорослих | Міжнародні серед дорослих | Міжнародні серед дорослих | Міжнародні серед дорослих | Міжнародні серед дорослих | Міжнародні серед дорослих | Міжнародні серед дорослих | Міжнародні серед дорослих | Міжнародні серед дорослих | Міжнародні серед дорослих | Міжнародні серед дорослих | Міжнародні серед дорослих | Міжнародні серед дорослих | Міжнародні серед дорослих | Міжнародні серед дорослих |
| Змагання                                                                        | 00/01                     | 01/02                     | 02/03                     | 03/04                     | 04/05                     | 05/06                     | 06/07                     | 07/08                     | 08/09                     | 09/10                     | 10/11                     | 11/12                     | 12/13                     | 13/14                     | 14/15                     | 15/16                     | 16/17                     | 17/18                     | 18/19                     |
| ------------------------------------------------------------------------------- | ------------------------- | ------------------------- | ------------------------- | ------------------------- | ------------------------- | ------------------------- | ------------------------- | ------------------------- | ------------------------- | ------------------------- | ------------------------- | ------------------------- | ------------------------- | ------------------------- | ------------------------- | ------------------------- | ------------------------- | ------------------------- | ------------------------- |
| Олімпійські ігри                                                                |                           |                           |                           |                           |                           | 9                         |                           |                           |                           | 16                        |                           |                           |                           | 3                         |                           |                           |                           | 5                         |                           |
| Чемпіонат світу                                                                 |                           |                           | 10                        | 5                         | 3                         | 12                        | 6                         | 2                         | 12                        | 6                         | 3                         | 1                         | 2                         | 3                         |                           |                           | 6                         | 4                         |                           |
| Чемпіонат Європи                                                                |                           |                           | 4                         | 5                         | 7                         | 3                         | 1                         | 1                         | 2                         | 1                         | 2                         | 1                         | 1                         | 3                         |                           |                           | 3                         | 3                         |                           |
| Фінал Гран-прі                                                                  |                           |                           |                           |                           |                           |                           |                           | 3                         | 3                         |                           | 2                         | 1                         |                           |                           |                           |                           |                           | 4                         |                           |
| Етап Гран-прі: Cup of China                                                     |                           |                           |                           |                           |                           |                           |                           | 3                         |                           | 6                         |                           | 1                         |                           | 3                         |                           |                           |                           |                           |                           |
| Етап Гран-прі: Finlandia Trophy                                                 |                           |                           |                           |                           |                           |                           |                           |                           |                           |                           |                           |                           |                           |                           |                           |                           |                           |                           | WD                        |
| Етап Гран-прі: Internationaux de France                                         |                           |                           |                           |                           | 2                         |                           |                           |                           |                           | 6                         |                           | 2                         |                           |                           |                           |                           |                           |                           | WD                        |
| Етап Гран-прі: NHK Trophy                                                       |                           |                           |                           |                           |                           | 6                         |                           | 1                         |                           |                           | 1                         |                           |                           |                           |                           |                           |                           | 2                         |                           |
| Етап Гран-прі: Rostelecom Cup                                                   |                           |                           |                           | 2                         | 7                         |                           |                           |                           | 1                         |                           |                           |                           |                           | 2                         |                           |                           |                           | 2                         |                           |
| Етап Гран-прі: Skate America                                                    |                           |                           |                           | 9                         |                           |                           |                           |                           |                           |                           | 3                         | 2                         |                           |                           |                           |                           |                           |                           |                           |
| Етап Гран-прі: Skate Canada                                                     |                           |                           |                           |                           | 5                         | 7                         |                           |                           | 4                         |                           |                           |                           |                           |                           |                           |                           |                           |                           |                           |
| Челленджер: Finlandia Trophy                                                    |                           |                           |                           | 4                         |                           |                           |                           | 3                         |                           |                           |                           |                           |                           |                           |                           |                           |                           | 2                         |                           |
| Челленджер: Golden Spin of Zagreb                                               |                           |                           |                           |                           |                           |                           |                           |                           |                           |                           |                           |                           | 1                         |                           |                           |                           | 1                         |                           |                           |
| Челленджер: Lombardia Trophy                                                    |                           |                           |                           |                           |                           |                           |                           |                           |                           |                           |                           |                           |                           |                           |                           |                           |                           | 3                         |                           |
| Nebelhorn Trophy                                                                |                           |                           | 1                         |                           |                           |                           |                           | 1                         |                           |                           |                           |                           |                           |                           |                           |                           |                           |                           |                           |
| Bofrost Cup                                                                     |                           |                           |                           | 4                         |                           |                           |                           |                           |                           |                           |                           |                           |                           |                           |                           |                           |                           |                           |                           |
| Gardena Spring Trophy                                                           |                           | 4                         |                           |                           |                           |                           |                           |                           |                           |                           | 1                         |                           |                           |                           |                           |                           |                           |                           |                           |
| International Challenge Cup                                                     |                           |                           |                           |                           |                           |                           |                           |                           |                           |                           |                           | 1                         | 1                         |                           |                           |                           |                           |                           |                           |
| Karl Schäfer                                                                    |                           |                           |                           |                           |                           |                           |                           |                           | 1                         |                           |                           |                           |                           |                           |                           |                           |                           |                           |                           |
| Merano Cup                                                                      |                           |                           |                           |                           |                           |                           |                           |                           |                           | 1                         |                           |                           |                           |                           |                           |                           |                           |                           |                           |
| Nordic Championship                                                             |                           |                           |                           |                           |                           |                           |                           |                           |                           |                           |                           |                           |                           |                           |                           |                           | 1                         |                           |                           |
| Челленджер: Ondrej Nepela Memorial                                              |                           |                           | 1                         |                           |                           |                           |                           |                           |                           |                           |                           |                           |                           |                           |                           |                           |                           |                           |                           |
| Міжнародні серед юніорів                                                        |                           |                           |                           |                           |                           |                           |                           |                           |                           |                           |                           |                           |                           |                           |                           |                           |                           |                           |                           |
| Чемпіонат світу серед юніорів                                                   | 11                        | 10                        | 3                         |                           |                           |                           |                           |                           |                           |                           |                           |                           |                           |                           |                           |                           |                           |                           |                           |
| Юніорський Фінал Гран-прі                                                       |                           |                           | 2                         |                           |                           |                           |                           |                           |                           |                           |                           |                           |                           |                           |                           |                           |                           |                           |                           |
| Юніорський етап Гран-прі: Китай                                                 |                           |                           | 4                         |                           |                           |                           |                           |                           |                           |                           |                           |                           |                           |                           |                           |                           |                           |                           |                           |
| Юніорський етап Гран-прі: Франція                                               |                           |                           | 1                         |                           |                           |                           |                           |                           |                           |                           |                           |                           |                           |                           |                           |                           |                           |                           |                           |
| Юніорський етап Гран-прі: Німеччина                                             | 7                         |                           |                           |                           |                           |                           |                           |                           |                           |                           |                           |                           |                           |                           |                           |                           |                           |                           |                           |
| Юніорський етап Гран-прі: Італія                                                |                           | 6                         |                           |                           |                           |                           |                           |                           |                           |                           |                           |                           |                           |                           |                           |                           |                           |                           |                           |
| Юніорський етап Гран-прі: Норвегія                                              | 9                         |                           |                           |                           |                           |                           |                           |                           |                           |                           |                           |                           |                           |                           |                           |                           |                           |                           |                           |
| Юніорський етап Гран-прі: Польща                                                |                           | 4                         |                           |                           |                           |                           |                           |                           |                           |                           |                           |                           |                           |                           |                           |                           |                           |                           |                           |
| Dragon Trophy                                                                   |                           |                           | 1                         |                           |                           |                           |                           |                           |                           |                           |                           |                           |                           |                           |                           |                           |                           |                           |                           |
| Національні                                                                     |                           |                           |                           |                           |                           |                           |                           |                           |                           |                           |                           |                           |                           |                           |                           |                           |                           |                           |                           |
| Чемпіонат Італії                                                                | 1 (J)                     |                           | 1                         | 2                         | 1                         | 1                         | 1                         | WD                        | 1                         | 2                         | 1                         | WD                        | 1                         |                           |                           |                           | 1                         | 1                         |                           |
| Міжнародні командні                                                             |                           |                           |                           |                           |                           |                           |                           |                           |                           |                           |                           |                           |                           |                           |                           |                           |                           |                           |                           |
| Олімпійські ігри                                                                |                           |                           |                           |                           |                           |                           |                           |                           |                           |                           |                           |                           |                           | 4 (К) 2 (О)               |                           |                           |                           | 4 (К)                     |                           |
| Командний Чемпіонат світу                                                       |                           |                           |                           |                           |                           |                           |                           |                           |                           |                           |                           | 6 (К) 2 (О)               |                           |                           |                           |                           |                           |                           |                           |
| J = Юніорський; WD = Знялася. К = Командний результат; О = Особистий результат. |                           |                           |                           |                           |                           |                           |                           |                           |                           |                           |                           |                           |                           |                           |                           |                           |                           |                           |                           |

| Турнір Pro-am      | Турнір Pro-am |
| Змагання           | 15/16         |
| ------------------ | ------------- |
| Medal Winners Open | 2             |